# Должик (Черниговский район)
До́лжик (укр. До́вжик) — село Черниговского района Черниговской области Украины, центр сельского Совета. Расположено в 25 км от районного центра и железнодорожного узла Чернигов. Население 704 человека.
Код КОАТУУ: 7425581901. Почтовый индекс: 15511. Телефонный код: +380 462.

## История
В окрестностях сёл Довжик, Кувечичи и Табаевка обнаружены поселения эпохи бронзы (II тысячелетие до н. э.), раннего железа (V—III вв. до н. э.), 4 раннеславянских поселения (III—V вв. н. э.), 8 поселений и 4 курганных могильника времён Киевской Руси (IX—XIII вв.).
Первое письменное упоминание о селе Довжик датируется 1725 годом. Советская власть установлена в январе 1918 г. В ходе Первой мировой войны во время кайзеровской оккупации в Довжике был создан партизанский отряд. 17 марта 1918 г. каратели учинили расправу над крестьянами — зверски убили 5 человек. После чего партизанский отряд с боем изгнал оккупантов из села. На фронтах Великой Отечественной войны против немецких войск сражались 266 жителей села, из них 93 награждены орденами и медалями, 173 погибли. Установлены памятник советским воинам, погибшим при освобождении села от гитлеровских оккупантов, и обелиск в честь воинов-односельчан, павших на фронтах Великой Отечественной войны.

## Интересные факты
Уроженцем села Должик является член Союза художников СССР В. В. Емец.

## Власть
Орган местного самоуправления — Должикский сельский совет. Почтовый адрес: 15511, Черниговская обл., Черниговский р-н, с. Довжик, ул. Любечская, 2
Должикскому сельскому совету, кроме с. Должик, подчинены сёла:
- Внучки;
- Рогощи;
- Табаевка.

## Галерея

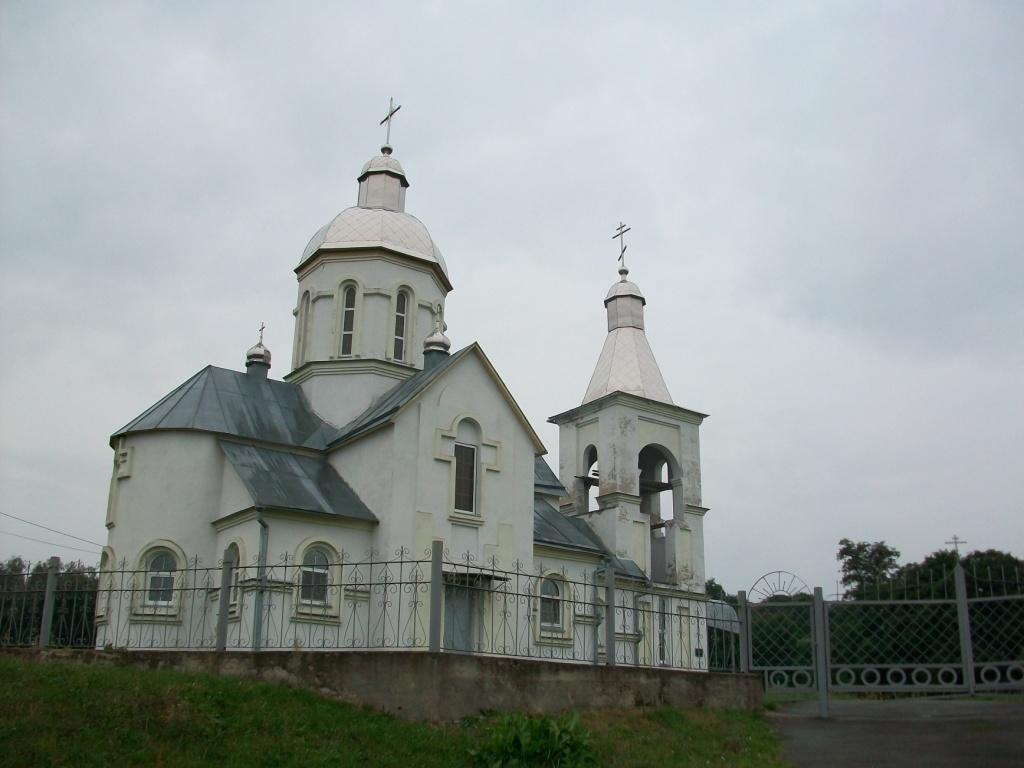
Церковь в селе
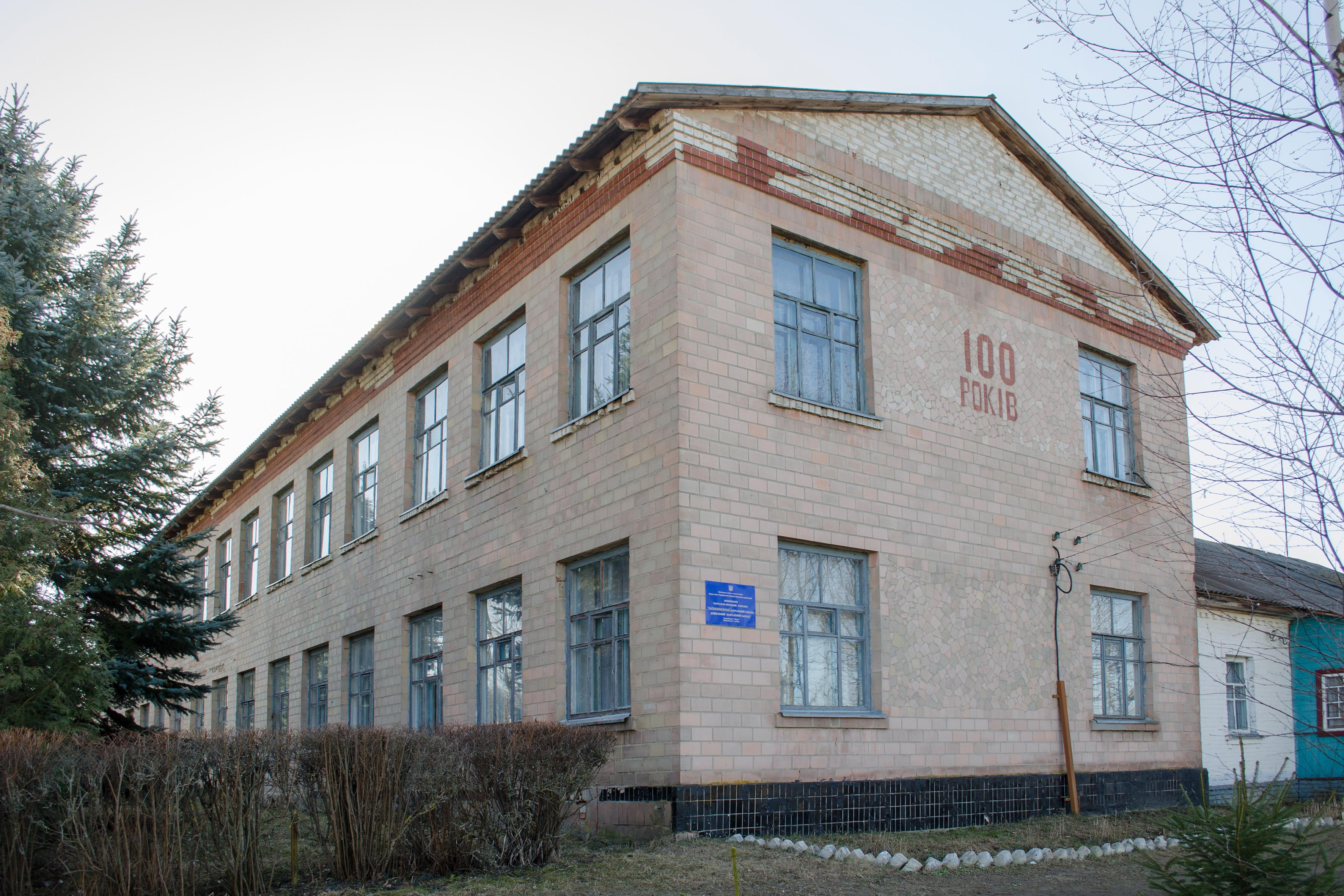
Школа
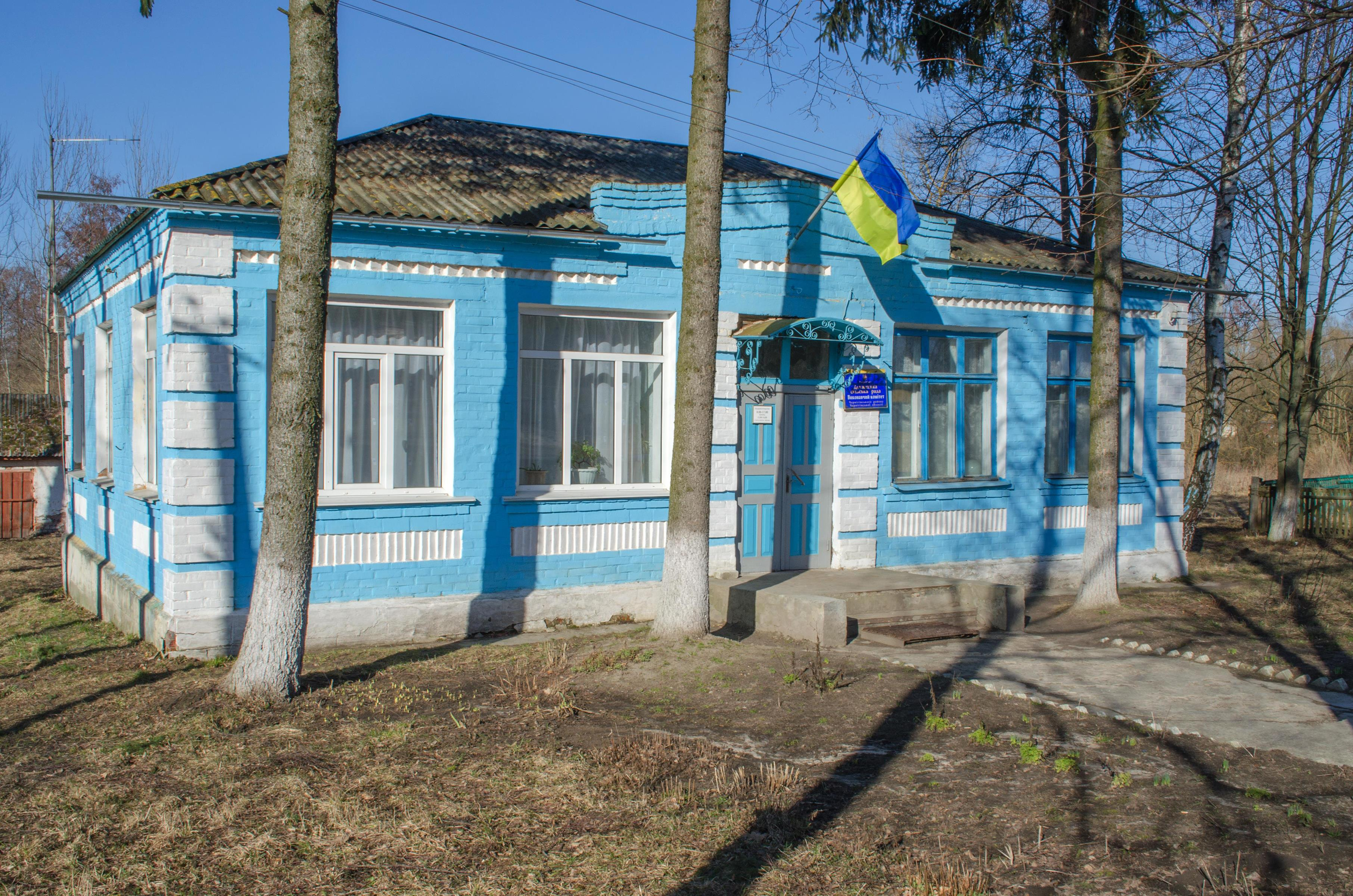
Сельский совет